# Montecalvo Irpino
Montecalvo Irpino (già Montecalvo fino al 1862) è un comune italiano di 3 243 abitanti della provincia di Avellino in Campania.
In virtù del suo principale prodotto tipico, il pane di Montecalvo, il comune è parte dell'Associazione nazionale città del pane.

## Geografia fisica

### Territorio
Montecalvo Irpino è localizzato nel settore Nord della provincia di Avellino, al confine con quella di Benevento.
Il comune, sorto a un'altitudine di 623 m s.l.m. a monte della confluenza fra il torrente Miscano e il fiume Ufita, fa parte della Comunità montana dell'Ufita in quanto il suo territorio, per lo più argilloso e tufaceo, è prevalentemente montano.
L'agro comunale si estende per una superficie di 53,50 km², con un'altitudine che varia dai 151 ai 700 m s.l.m., con un'escursione di 549 m.
Tipiche del territorio rurale di Montecalvo Irpino sono le Bolle della Malvizza, ossia i vulcanetti di fango che spuntano nel mezzo della valle del Miscano.

### Clima
Grazie alla giacitura medio-collinare il clima è generalmente temperato con piovosità moderata.

## Origini del nome
Secondo molti studiosi la prima parte del toponimo deriva dal latino mons calvus, ossia "monte roccioso, privo di alberi", secondo altri invece da mons galbus, ossia "monte giallo" per il colore del tufo o dei fiori di ginestra presenti in zona. Una terza interpretazione farebbe invece derivare il termine “calvo” da Calvia, una gens romana che avrebbe avuto alcuni possedimenti nell'area.
L'aggettivo "Irpino" identifica il distretto storico-geografico d'appartenenza (l'Irpinia) ed è stato aggiunto per distinguere il comune dai numerosi altri omonimi.

## Storia
Una frequentazione stabile della zona fin dall'età romana è attestata dal rinvenimento di strutture murarie riferibili ad una villa rustica in località Tressanti (sul confine con Ariano Irpino), nonché dal materiale archeologico proveniente da necropoli ed aree segnalate in varie altre località del territorio comunale.
La prima notizia storica di Montecalvo è contenuta in un documento del 1096, in cui si fa riferimento all'invio di circa sessanta armati di quella zona nella spedizione in Terrasanta voluta da Guglielmo il Buono.
La cronaca di Alessandro Telesino ricorda che nel 1137 re Ruggero II, sovrano normanno in guerra con il conte di Avellino, si accampò ai piedi del castello di Montecalvo.
Nel Catalogo dei baroni risulta che la prima famiglia feudataria fu quella dei Potofranco. In seguito alle distruzioni provocate dalle truppe di Manfredi di Svevia, il feudo venne concesso dapprima al nobile Matteo Diletto (1276) e poi donato dal re Carlo I d'Angiò al salernitano Giovanni Mansella.
Dalla fine del 1300 Montecalvo seguì le vicende della contea di Ariano, alla quale rimase aggregata durante i governi dei de Sabran, degli Sforza e dei Guevara. Il violento terremoto del 1456 determinò lo sprofondamento di parte del centro abitato (probabilmente nel Fosso Palumbo) e la successiva espansione urbana fuori dalle mura, che non furono più ricostruite. Nel 1486 il feudo passò sotto il diretto governo della Regia Corte e otto anni più tardi fu venduto, assieme ai feudi di Corsano e Pietrapiccola, dal re Alfonso II d'Aragona a Ettore Pignatelli, duca di Monteleone e viceré di Sicilia. Costui gestì le rendite provenienti dal territorio fino al 1501, anno in cui il paese fu venduto ad Alberico Carafa primo duca di Ariano.
Durante la breve dominazione francese, che ebbe inizio nello stesso anno 1501, signore di Montecalvo fu Pietro del Rohan, maresciallo di Francia e fedelissimo di re Ludovico. Ristabilito il potere spagnolo, re Ferdinando il Cattolico restaurò il ducato arianese che, con Montecalvo, tornò in possesso di Alberico Carafa. Nel 1505 Montecalvo fu donata da questi al figlio secondogenito Sigismondo, che nel 1525 ne fu nominato conte.
Per quasi un secolo i Carafa amministrarono la contea di Montecalvo, fino a quando, nel 1594, fu acquistata da Carlo Gagliardi, che nel 1611 si fregiò del titolo di duca.
Alla sua morte, nel 1624, il ducato tornò alla famiglia Pignatelli, a cui appartenne fino al 1806, anno dell'abolizione dei diritti feudali nell'Italia meridionale.
In epoca borbonica Montecalvo fu uno dei centri più attivi della Carboneria in Irpinia. In occasione dei moti costituzionali del 1820-1821 da Montecalvo infatti partirono numerosi volontari che combatterono contro gli austriaci nella battaglia di Antrodoco, sotto il comando di Guglielmo Pepe.
All'epoca del regno delle Due Sicilie il comune era capoluogo di circondario (con giurisdizione sui comuni di Casalbore e Sant'Arcangelo Trimonte) nell'ambito del distretto di Ariano.
Successivamente, in epoca post-unitaria, Montecalvo fu invece capoluogo di mandamento (con giurisdizione sugli stessi due comuni) nell'ambito del circondario di Ariano di Puglia.
Nei primi decenni del XX secolo a Montecalvo Irpino trovarono ampia diffusione gli ideali socialisti tra intellettuali e braccianti, in lotta per ottenere migliori condizioni di vita. Anche durante il Ventennio infatti rimase attivo l'antifascismo, soprattutto ad opera di esponenti storici del socialismo locale, quali il farmacista Pietro Cristino e i confinati politici provenienti da altre regioni (come il comunista Concetto Lo Presti). Nel 1944 fu fondata la locale sezione del Partito Comunista Italiano, intitolata a Giuseppe Cristino (volontario caduto nella Guerra civile spagnola combattendo nelle Brigate Internazionali). Nel 1946 l'alleanza tra socialisti e comunisti, sancita dalla creazione della lista frontista de "La Spiga", riuscì a vincere le prime elezioni amministrative del dopoguerra, eleggendo come sindaco il socialista Pietro Cristino. In occasione del referendum istituzionale del 2 giugno 1946 Montecalvo Irpino fu uno dei 14 comuni della provincia di Avellino in cui vinse la Repubblica, e tra di essi fu quello in cui la Repubblica ottenne la maggiore percentuale di voti (62%).
Nel corso dei secoli il paese è stato flagellato da diversi terremoti. In particolare il sisma del 1688 e quello del 1962 hanno distrutto diverse chiese, causato gravi danni al palazzo ducale e alla chiesa di Santa Maria Assunta, di cui nel 1981 fu anche abbattuto il campanile.

### Simboli
Lo stemma e il gonfalone sono stati concessi con decreto del presidente della Repubblica del 12 gennaio 1977.
Il gonfalone è un drappo di bianco.

## Monumenti e luoghi d'interesse

### Architetture religiose
Convento di Sant'Antonio da Padova
Ubicato all'ingresso del paese, fu aperto al culto nel 1631 dopo oltre un secolo dall'emissione della bolla papale che ne autorizzava la costruzione. Danneggiato più volte dai terremoti, fu ricostruito integralmente dopo il sisma del 1962 che provocò gravi lesioni strutturali ma non la perdita di molte delle opere d'arte che sono state dunque salvate e trasferite nella nuova struttura; tra esse spiccano due grandi confessionali in legno decorato del tardo Settecento. Fin dalle origini il convento ha ospitato i frati minori francescani i quali curano anche l'attigua Oasi Maria Immacolata.
Chiesa di Santa Maria Assunta
Già Santa Maria Maggiore, fu ultimata nel 1428 all'epoca di Francesco Sforza (duca di Ariano e futuro duca di Milano). All'interno sono notevoli l'altare maggiore, costituito da un monoblocco di granito, e il fonte battesimale risalente al XV secolo, ma sorretto da due antichissimi capitelli di arte barbarica.
Chiesa di San Pompilio Maria Pirrotti
Costruita agli inizi del Novecento in quello che in origine era il pianterreno del palazzo Pirrotti, fu consacrata nel 1937. All'interno sono collocate diverse opere d'arte (fra cui una statua lignea del Settecento), ma è notevole soprattutto l'attiguo archivio-sacrario che custodisce molte reliquie appartenute a san Pompilio Maria Pirrotti, nativo del luogo.

### Architetture militari
Castello di Montecalvo
Situato nel punto più alto del paese, subì molte trasformazioni nel corso dei secoli, con la distruzione delle torri originarie e l'aggiunta dei bastioni sul lato nord-ovest. 
Dopo il terremoto del 1456 fu destinato a dimora gentilizia, di cui restano le imponenti strutture del piano terra e pochi ruderi dei piani superiori.
Castello di Corsano
Ruderi del castello baronale di Corsano, devastato dal terremoto dell'Irpinia e del Vulture del 1930.
Ospedale Santa Caterina
Edificato intorno al 1200 lungo uno degli itinerari della via Francigena, costituiva in origine una struttura fortificata destinata all'accoglienza di crociati, pellegrini ed infermi. Nel 1518 l'ospedale, unitamente all'attigua chiesetta di Santa Caterina (non più esistente), passo in gestione al beato Felice da Corsano. Dell'antica struttura rimangono imponenti ruderi in via Lungara Fossi

### Architetture civili
Palazzo de Cillis
Situato lungo corso Umberto, si caratterizza per la sua imponenza. Notevole soprattutto il portale in pietra formato da una doppia serie di venti formelle in pietra bianca finemente cesellata. All'interno del palazzo vi è la cappella di Santa Maria della Neve (o del Soccorso) con il caratteristico pavimento maiolicato, risalente forse al Seicento.
Rione Trappeto
Si tratta di un quartiere rupestre composto da grotte scavate nel tufo naturale dai profughi di Corsano, un borgo vicino desolato dalla devastante peste del 1656. I pochi superstiti si rifugiarono a Montecalvo ove costituirono una sorta di villaggio tra rupi e caverne. Si noti che la parola "Trappeto" deriva dal termine vernacolare trappito (="frantoio oleario" in dialetto irpino).

### Altro

#### Sekoma
Situata in piazza Municipio, consiste in un massiccio blocco di pietra delle dimensioni di 148x67x64 cm e del peso di qualche tonnellata, munito di incavi emisferici nella parte superiore e con alcuni fori praticati al suo interno. Risalente con ogni probabilità al III-II secolo a.C., costituisce un raro campione legale di unità di misura di peso e capacità in epoca ellenistica noto anche con il termine latino di mens ponderaria (=pesa pubblica).

#### Corsano
Antico villaggio medievale abbandonato dopo che la peste del 1656 sterminò la gran parte degli abitanti. Conserva i ruderi del castello.

#### Ponte Santo Spirito
Detto anche "ponte del Diavolo", costituisce il rudere di un ponte di epoca romana lungo l'antica via Traiana. Sorge presso la confluenza del torrente Ginestra nel fiume Miscano, alla contrada Santo Spirito tra Casalbore e Montecalvo Irpino.

#### Malvizza
Situate lungo la strada provinciale che conduce a Castelfranco in Miscano, consistono nel più vasto complesso di vulcanetti di fango dell'Appennino meridionale. Nei pressi vi è l'antica taverna del Duca, lungo il tratturo Pescasseroli-Candela.

## Società

### Evoluzione demografica
Abitanti censiti

### Lingue e dialetti
Accanto alla lingua italiana, nel territorio di Montecalvo è in uso una particolare varietà del dialetto irpino. Il vernacolo montecalvese mostra nel complesso caratteri più conservativi rispetto al dialetto arianese, diffuso nel grosso centro limitrofo di Ariano Irpino e maggiormente influenzato dalle parlate campane e pugliesi oltre che dall'italiano. In effetti a Montecalvo si mantiene intatto il suono della "d" latina, che invece ad Ariano passa con relativa frequenza a "r" (vidi="vedi", mentre in arianese viri), così come si conservano il suono tradizionale irpino "ddr" per "ll", sia pure solo per alcune parole (quiddru = "quello", caddrina = "gallina") e l'uso dell'ausiliare avere nei tempi composti (ave statu = "è stato").

### Tradizioni e folclore
A Montecalvo Irpino è in uso un costume tradizionale femminile, la pacchiana. Composto da tutta una serie di pezzi colorati e ricamati, questo particolare costume esalta la femminilità di chi lo indossa grazie anche ad alcuni ornamenti aggiuntivi: le còcole (collane ad elementi ovali), le sciacquaglia (orecchini tipici e vistosi) e la pannuccia (un singolare tipo di copricapo) che viene fissata ai capelli mediante uno spùngolo (spillone). Si tratta dunque di un abito da cerimonia, sfoggiato soprattutto in occasione di eventi folcloristici.

## Cultura

### Musei
Nella casa natale di san Pompilio Maria Pirrotti (originario del luogo e vissuto nel Settecento) è ospitato il Museo della religiosità montecalvese e della memoria pompiliana. Fondato nel 1898, costituisce uno dei più antichi musei religiosi della regione.

### Cinema
Nel settembre 2018 il centro storico di Montecalvo è diventato il set cinematografico del film "Ammen" diretto da Ciro Villano, con Maurizio Mattioli, Elisabetta Gregoraci, Davide Marotta e Simone Schettino.

### Media
L'emittente radiofonica cittadina è Radio Ufita, fondata nel 1977. Il bacino di utenza, inizialmente circoscritto alla valle dell'Ufita nel settore Nord dell'Irpinia, si è in seguito ampliato fino a coprire le due province di Avellino e Benevento in Campania nonché parte dei monti della Daunia in Puglia.

## Geografia antropica
Di origine medievale, il centro abitato andò sviluppandosi lungo un crinale sinuoso in posizione dominante sulla valle del Miscano e sul bacino dell'Ufita. La parte più caratteristica del borgo è il rione Trappeto che conserva le antiche abitazioni rupestri, con grotte scavate nel tufo e stretti vicoli e scalinate. Nella parte alta del paese sorge invece l'antico convento di Sant'Antonio con una vasta pineta.

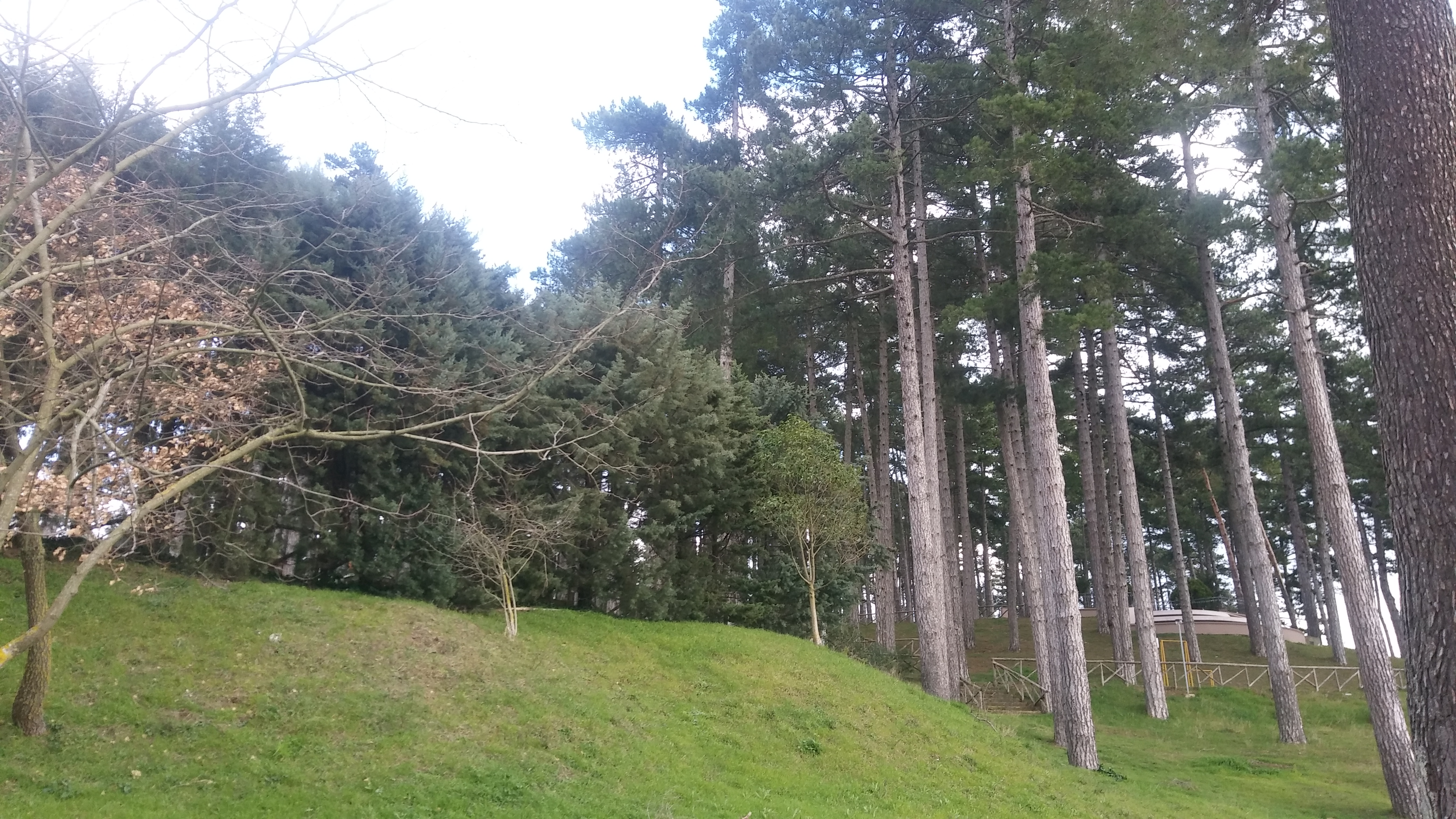
Uno scorcio della pineta

La frazione storicamente più rilevante è Corsano, che fu comune autonomo (nell'ambito della contea di Ariano) fino al secolo XVII quando venne devastato da una pestilenza. A Corsano si conservano le vestigia della rocca e la chiesa di San Nicola di Bari, edificata nel basso medioevo (quando il borgo era parte della diocesi di Ariano) ma ricostruita a seguito dei gravi danni patiti per il terremoto dell'Irpinia del 1962. Originario del borgo fu il beato Felice da Corsano.

## Economia

### Agricoltura
Fin dall'antichità le produzioni agroalimentari sono alla base dell'economia locale.
Fra i principali prodotti tipici si citano il pane di Montecalvo (ottenuto da grano duro di varietà saragolla) e l'olio DOP extravergine "Irpinia - Colline dell'Ufita", ricavato da olive della cultivar Ravece..

### Turismo
Il territorio comunale è attraversato dal tratturo Pescasseroli-Candela e dalla via Traiana, un'antica strada romana di cui restano tracce cospicue nel ponte di Santo Spirito (meglio noto come ponte del Diavolo) sul fiume Miscano.
Tali direttrici ebbero notevole risalto durante tutto il medioevo, quando erano parte integrante della via Francigena; ciò ha permesso al comune di entrare a far parte del distretto turistico-religioso Viaticus e dell'Associazione Europea delle Vie Francigene.

## Infrastrutture e trasporti
Il comune è attraversato dall'ex strada statale 414 che consente i collegamenti sia con Ariano Irpino situata sulla strada statale 90, sia con Casalbore ubicata sulla strada statale 90 bis.
Alcune strade interprovinciali agevolano inoltre i collegamenti con la limitrofa provincia di Benevento.

## Amministrazione
Il comune fa parte della Comunità montana dell'Ufita.